# Élections législatives de 2024 dans le Jura
Les élections législatives françaises de 2024 dans le Jura se déroulent les 30 juin et 7 juillet 2024. Dans le département, trois députés sont à élire dans le cadre de trois circonscriptions, à la suite de la dissolution de l'Assemblée nationale par Emmanuel Macron.
Le choix de cette dissolution est pris après la défaite de la liste Renaissance aux élections européennes qui ont eu lieu le 9 juin 2024.

## Contexte
| Circonscription | RN      | ENS     | PS - PP | LFI    | LR     |
| --------------- | ------- | ------- | ------- | ------ | ------ |
| Circonscription |         |         |         |        |        |
| 1re             | 33,58 % | 13,88 % | 13,69 % | 6,3 %  | 7,25 % |
| 2e              | 32,29 % | 13,57 % | 12,03 % | 7,66 % | 8,31 % |
| 3e              | 37,83 % | 12,97 % | 11,85 % | 6,59 % | 8,16 % |

## Système électoral
Les élections législatives ont lieu au scrutin uninominal majoritaire à deux tours dans des circonscriptions uninominales.
Est élu au premier tour le candidat qui réunit la majorité absolue des suffrages exprimés et un nombre de voix au moins égal au quart des électeurs inscrits dans la circonscription, soit 25 %. Si aucun des candidats ne satisfait ces conditions, un second tour est organisé entre les candidats ayant réuni un nombre de voix au moins égal à un huitième des inscrits, soit 12,5 %. Les deux candidats arrivés en tête du 1er tour se maintiennent néanmoins par défaut si un seul ou aucun d'entre eux n'a atteint ce seuil. Au second tour, le candidat arrivé en tête est déclaré élu,.
Le seuil de qualification basé sur un pourcentage du total des inscrits et non des suffrages exprimés rend plus difficile l'accès au second tour lorsque l'abstention est élevée. Le système permet en revanche l'accès au second tour de plus de deux candidats si plusieurs d'entre eux franchissent le seuil de 12,5 % des inscrits. Les candidats en lice au second tour peuvent ainsi être trois, un cas de figure appelé « triangulaire ». Les second tours où s'affrontent quatre candidats, appelés « quadrangulaire » sont également possibles, mais beaucoup plus rares,.

### Partis et nuances
Les résultats des élections sont publiés en France par le ministère de l'Intérieur, qui classe les partis en leur attribuant des nuances politiques. Ces dernières sont décidées par les préfets, qui les attribuent indifféremment de l'étiquette politique déclarée par les candidats, qui peut être celle d'un parti ou une candidature sans étiquette.
Seuls le Parti communiste français (COM), La France insoumise (FI), le Parti socialiste (SOC), le Parti radical de gauche (RDG), Les Écologistes (VEC), Renaissance (RE), le Mouvement démocrate (MDM), Horizons (HOR), l'Union des démocrates et indépendants (UDI), Les Républicains (LR), le Rassemblement national (RN) et Reconquête (REC) se voient attribuer en 2024 des nuances propres. Les coalitions Ensemble et Nouveau front populaire, ainsi que les candidats de l'alliance LR-Ciotti-RN, en bénéficient également indirectement, les nuances Ensemble ! (Majorité présidentielle) (ENS), Union de la gauche (UG) et Union de l'extrême-droite (UXD) étant attribuables aux candidats bénéficiant respectivement du soutien de deux partis du centre, de deux partis de gauche ou de deux partis d'extrême-droite,.
Tous les autres partis se voient attribuer l'une ou l'autre des nuances suivantes : EXG (extrême gauche), DVG (divers gauche), ECO (écologiste), REG (régionaliste), DVC (divers centre), DVD (divers droite), DSV (droite souverainiste) et EXD (extrême droite). Des partis comme Debout la France ou Lutte ouvrière ne disposent ainsi pas de nuances propres, et leurs résultats nationaux ne sont pas publiés séparément par le ministère, car mélangés avec d'autres partis (respectivement dans les nuances DSV et EXG).

## Résultats

### Élus
| Circonscription | Député sortant         | Parti | Parti    | Groupe | Députée élue ou réélue | Parti | Parti    | Groupe |
| --------------- | ---------------------- | ----- | -------- | ------ | ---------------------- | ----- | -------- | ------ |
| 1re             | Danielle Brulebois     |       | RE - TdP | RE     | Danielle Brulebois     |       | RE - TdP | RE     |
| 2e              | Marie-Christine Dalloz |       | LR       | LR     | Marie-Christine Dalloz |       | LR       | DR     |
| 3e              | Justine Gruet          |       | LR       | LR     | Justine Gruet          |       | LR       | DR     |

### Résultats à l'échelle du département

#### Résultats par coalition
| Parti                                       | Parti                                       | Parti                       | Premier tour | Premier tour | Premier tour | Second tour | Second tour   | Second tour | Total Sièges  | +/-           |
| Parti                                       | Parti                                       | Parti                       | Voix         | %            | Sièges       | Voix        | %             | Sièges      | Total Sièges  | +/-           |
| ------------------------------------------- | ------------------------------------------- | --------------------------- | ------------ | ------------ | ------------ | ----------- | ------------- | ----------- | ------------- | ------------- |
|                                             | Rassemblement national (RN)                 | Rassemblement national (RN) | 49 186       | 37,49        | 0            | 52 533      | 41,10         | 0           | 0             | en stagnation |
|                                             |                                             | Les Écologistes (LÉ)        | 11 834       | 9,02         | 0            | Retrait     | Retrait       | Retrait     | 0             | en stagnation |
|                                             | La France insoumise (LFI)                   | 10 352                      | 7,89         | 0            | Retrait      | Retrait     | Retrait       | 0           | en stagnation |               |
|                                             | Parti communiste français (PCF)             | 9 303                       | 7,09         | 0            | Retrait      | Retrait     | Retrait       | 0           | en stagnation |               |
| Total Nouveau Front populaire (NFP)         | Total Nouveau Front populaire (NFP)         | 31 489                      | 24,00        | 0            | Retrait      | Retrait     | Retrait       | 0           | en stagnation |               |
|                                             |                                             | Les Républicains (LR)       | 31 234       | 23,81        | 0            | 50 183      | 39,26         | 2           | 2             | en stagnation |
| Total Union de la droite et du centre (UDC) | Total Union de la droite et du centre (UDC) | 31 234                      | 23,81        | 0            | 50 183       | 39,26       | 2             | 2           | en stagnation |               |
|                                             |                                             | Renaissance (RE)            | 16 231       | 12,37        | 0            | 25 097      | 19,64         | 1           | 1             | en stagnation |
| Total Ensemble pour la République (ENS)     | Total Ensemble pour la République (ENS)     | 16 231                      | 12,37        | 0            | 25 097       | 19,64       | 1             | 1           | en stagnation |               |
|                                             | Lutte ouvrière (LO)                         | Lutte ouvrière (LO)         | 1 968        | 1,50         | 0            |             |               |             | 0             | en stagnation |
|                                             | Debout la France (DLF)                      | Debout la France (DLF)      | 694          | 0,53         | 0            | 0           | en stagnation |             |               |               |
|                                             | Reconquête (REC)                            | Reconquête (REC)            | 390          | 0,30         | 0            | 0           | en stagnation |             |               |               |
|                                             |                                             |                             |              |              |              |             |               |             |               |               |
| Suffrages exprimés                          | Suffrages exprimés                          | Suffrages exprimés          | 131 192      | 97,17        |              | 127 813     | 94,57         |             |               |               |
| Votes blancs                                | Votes blancs                                | Votes blancs                | 2 582        | 1,91         | 5 466        | 4,04        |               |             |               |               |
| Votes nuls                                  | Votes nuls                                  | Votes nuls                  | 1 245        | 0,92         | 1 878        | 1,39        |               |             |               |               |
| Total                                       | Total                                       | Total                       | 135 019      | 100          | 0            | 135 157     | 100           | 3           | 3             | en stagnation |
| Abstention                                  | Abstention                                  | Abstention                  | 55 834       | 29,25        |              | 55 679      | 29,18         |             |               |               |
| Inscrits/Participation                      | Inscrits/Participation                      | Inscrits/Participation      | 190 853      | 70,75        | 190 836      | 70,82       |               |             |               |               |

#### Résultats par nuances
| Nuance                 | Nuance                        | Nuance                 | Premier tour | Premier tour | Premier tour | Second tour | Second tour   | Second tour | Total Sièges | +/-           |
| Nuance                 | Nuance                        | Nuance                 | Voix         | %            | Sièges       | Voix        | %             | Sièges      | Total Sièges | +/-           |
| ---------------------- | ----------------------------- | ---------------------- | ------------ | ------------ | ------------ | ----------- | ------------- | ----------- | ------------ | ------------- |
|                        | Rassemblement national        | RN                     | 49 186       | 37,49        | 0            | 52 533      | 41,10         | 0           | 0            | en stagnation |
|                        | Union de la gauche            | UG                     | 31 489       | 24,00        | 0            | Retrait     | Retrait       | Retrait     | 0            | en stagnation |
|                        | Les Républicains              | LR                     | 31 234       | 23,81        | 0            | 50 183      | 39,26         | 2           | 2            | en stagnation |
|                        | Ensemble pour la République ! | ENS                    | 16 231       | 12,37        | 0            | 25 097      | 19,64         | 1           | 1            | en stagnation |
|                        | Extrême gauche                | EXG                    | 1 968        | 1,50         | 0            |             |               |             | 0            | en stagnation |
|                        | Droite souverainiste          | DSV                    | 694          | 0,53         | 0            | 0           | en stagnation |             |              |               |
|                        | Reconquête                    | REC                    | 390          | 0,30         | 0            | 0           | en stagnation |             |              |               |
|                        |                               |                        |              |              |              |             |               |             |              |               |
| Suffrages exprimés     | Suffrages exprimés            | Suffrages exprimés     | 131 192      | 97,17        |              | 127 813     | 94,57         |             |              |               |
| Votes blancs           | Votes blancs                  | Votes blancs           | 2 582        | 1,91         | 5 466        | 4,04        |               |             |              |               |
| Votes nuls             | Votes nuls                    | Votes nuls             | 1 245        | 0,92         | 1 878        | 1,39        |               |             |              |               |
| Total                  | Total                         | Total                  | 135 019      | 100          | 0            | 135 157     | 100           | 3           | 3            | en stagnation |
| Abstention             | Abstention                    | Abstention             | 55 834       | 29,25        |              | 55 679      | 29,18         |             |              |               |
| Inscrits/Participation | Inscrits/Participation        | Inscrits/Participation | 190 853      | 70,75        | 190 836      | 70,82       |               |             |              |               |

### Résultats par circonscription

#### Première circonscription
- Députée sortante : Danielle Brulebois (Renaissance - Territoire de progrès)

| Candidat                 | Candidat                 | Parti et coalition       | Nuance                   | Premier tour | Premier tour | Second tour | Second tour |
| Candidat                 | Candidat                 | Parti et coalition       | Nuance                   | Voix         | %            | Voix        | %           |
| ------------------------ | ------------------------ | ------------------------ | ------------------------ | ------------ | ------------ | ----------- | ----------- |
|                          | Valérie Graby            | RN                       | RN                       | 17 517       | 39,03        | 19 050      | 43,15       |
|                          | Danielle Brulebois       | RE - TdP (ENS)           | ENS                      | 16 231       | 36,16        | 25 097      | 56,85       |
|                          | Anthony Brondel          | LFI (NFP)                | UG                       | 10 352       | 23,06        | Retrait     | Retrait     |
|                          | Johanne Morel            | LO                       | EXG                      | 786          | 1,75         |             |             |
|                          |                          |                          |                          |              |              |             |             |
| Votes valides            | Votes valides            | Votes valides            | Votes valides            | 44 886       | 96,75        | 44 147      | 94,39       |
| Votes blancs             | Votes blancs             | Votes blancs             | Votes blancs             | 1 025        | 2,21         | 1 952       | 4,17        |
| Votes nuls               | Votes nuls               | Votes nuls               | Votes nuls               | 481          | 1,04         | 674         | 1,44        |
| Total                    | Total                    | Total                    | Total                    | 46 392       | 100          | 46 773      | 100         |
| Abstention               | Abstention               | Abstention               | Abstention               | 18 533       | 28,55        | 18 154      | 27,96       |
| Inscrits / participation | Inscrits / participation | Inscrits / participation | Inscrits / participation | 64 925       | 71,45        | 64 927      | 72,04       |

#### Deuxième circonscription
- Députée sortante : Marie-Christine Dalloz (Les Républicains)

Le candidat Rassemblement national dans cette circonscription, Thierry Mosca, est sous curatelle renforcée au moment des élections : il « ne semble pas jouir de toutes ses facultés mentales ». De ce fait, il est inéligible et ne peut pas être élu.
| Candidat                 | Candidat                 | Parti et coalition       | Nuance                   | Premier tour | Premier tour | Second tour | Second tour |
| Candidat                 | Candidat                 | Parti et coalition       | Nuance                   | Voix         | %            | Voix        | %           |
| ------------------------ | ------------------------ | ------------------------ | ------------------------ | ------------ | ------------ | ----------- | ----------- |
|                          | Marie-Christine Dalloz   | LR (UDC)                 | LR                       | 14 507       | 38,59        | 23 361      | 65,02       |
|                          | Thierry Mosca            | RN                       | RN                       | 12 315       | 32,76        | 12 568      | 34,98       |
|                          | Évelyne Ternant          | PCF (NFP)                | UG                       | 9 303        | 24,75        | Retrait     | Retrait     |
|                          | Patrick Lançon           | DLF                      | DSV                      | 694          | 1,85         |             |             |
|                          | André Bigot              | REC                      | REC                      | 390          | 1,04         |             |             |
|                          | Christian Marchet        | LO                       | EXG                      | 386          | 1,03         |             |             |
|                          |                          |                          |                          |              |              |             |             |
| Votes valides            | Votes valides            | Votes valides            | Votes valides            | 37 595       | 97,10        | 35 929      | 94,28       |
| Votes blancs             | Votes blancs             | Votes blancs             | Votes blancs             | 766          | 1,98         | 1 654       | 4,34        |
| Votes nuls               | Votes nuls               | Votes nuls               | Votes nuls               | 356          | 0,92         | 524         | 1,38        |
| Total                    | Total                    | Total                    | Total                    | 38 717       | 100          | 38 107      | 100         |
| Abstention               | Abstention               | Abstention               | Abstention               | 17 006       | 30,52        | 17 584      | 31,57       |
| Inscrits / participation | Inscrits / participation | Inscrits / participation | Inscrits / participation | 55 723       | 69,48        | 55 691      | 68,43       |

#### Troisième circonscription
- Députée sortante : Justine Gruet (Les Républicains)

| Candidat                 | Candidat                 | Parti et coalition       | Nuance                   | Premier tour | Premier tour | Second tour | Second tour |
| Candidat                 | Candidat                 | Parti et coalition       | Nuance                   | Voix         | %            | Voix        | %           |
| ------------------------ | ------------------------ | ------------------------ | ------------------------ | ------------ | ------------ | ----------- | ----------- |
|                          | Aurore Vuillemin-Plançon | RN                       | RN                       | 19 354       | 39,73        | 20 915      | 43,81       |
|                          | Justine Gruet            | LR (UDC)                 | LR                       | 16 727       | 34,34        | 26 822      | 56,19       |
|                          | Hervé Prat               | LÉ (NFP)                 | UG                       | 11 834       | 24,29        | Retrait     | Retrait     |
|                          | Dominique Revoy          | LO                       | EXG                      | 796          | 1,63         |             |             |
|                          |                          |                          |                          |              |              |             |             |
| Votes valides            | Votes valides            | Votes valides            | Votes valides            | 48 711       | 97,60        | 47 737      | 94,95       |
| Votes blancs             | Votes blancs             | Votes blancs             | Votes blancs             | 791          | 1,58         | 1 860       | 3,70        |
| Votes nuls               | Votes nuls               | Votes nuls               | Votes nuls               | 408          | 0,82         | 680         | 1,35        |
| Total                    | Total                    | Total                    | Total                    | 49 910       | 100          | 50 277      | 100         |
| Abstention               | Abstention               | Abstention               | Abstention               | 20 295       | 28,91        | 19 941      | 28,40       |
| Inscrits / participation | Inscrits / participation | Inscrits / participation | Inscrits / participation | 70 205       | 71,09        | 70 218      | 71,60       |

## Suites
Le Conseil constitutionnel invalide les résultats de l'élection dans la deuxième circonscription le 13 février 2025, du fait de la présence au second tour d'un candidat sous curatelle, entraînant une élection législative partielle les 30 mars et 6 avril 2025. La députée sortante, Marie-Christine Dalloz des Républicains obtient plus de 50% des suffrages exprimés dès le premier tour, mais un nombre insuffisant de voix d'électeurs inscrits du fait de la faible participation. Un second tour est donc organisé où elle est largement réélue.